# Anaspis takeii
Anaspis takeii là một loài bọ cánh cứng trong họ Scraptiidae. Loài này được Chujo miêu tả khoa học năm 1957.